# Aurel Aldea
Aurel Aldea, romunski general, * 18. marec 1887, Slatina, † 17. oktober 1949, Aiud.